# Microsoft PowerToys
Microsoft PowerToys (マイクロソフト パワートイズ) は、Microsoftが開発するWindows向けのユーティリティソフトウェア。

## 概要
Microsoftが公式に開発及び配布しているソフトウェアで、ARM64とx86-64に対応している。もともとはWindows 95時代に行われたプロジェクトであり、それをオープンソースで再開発しているものである。
機能は原則ショートカットキーを使用して呼び出す形となるが、タスクトレイ中のPowerToysアイコンをクリックしてメニューを表示することでも機能を使用することができる。

## インストール
Microsoft StoreもしくはGitHubからインストールが可能。

## 機能
インストールを行うとスタートアップに登録され、常時稼働するようになる。
Always on Top
他のウィンドウの上にウィンドウを固定することができる。
カラー ピッカー
ディスプレイ上に表示されている画像やインタフェースなどから色を取得することができる。
FancyZones
ウィンドウのレイアウトを作成・保存することができる。
File Explorer アドオン
エクスプローラーにプレビューとサムネイルを表示することができる。
File Locksmith
任意のファイルのプロセス使用状況を閲覧することができる。
Image Resizer
画像のサイズを任意に変更することができる。